# 植月英俊
植月英俊（うえつきひでとし、1950年1月18日 - 2016年7月3日）は、日本の画家である。岡山県勝央町（旧植月村）出身。2016年に胆管癌で亡くなる。

## 略歴
- 1950年 - 岡山県植月村に生まれる。
- 1970年 - 岡山県立林野高等学校卒業。
- 1974年 - 多摩美術大学を卒業。
- 1975年 - 岡山県公立学校教諭として採用。
- 2010年 - 同職を2010年に定年退職。
- 2011年 - 広島県尾道市に移住。
- 2013年 - 岡山県勝央町に帰住。
- 2016年 - 死去。

## 人物
父親は、広島県御調町出身。父とは離婚により幼児期に生別。
母親は、岡山県勝田郡勝央町出身。母とは中学時代に死別。
大学進学まで親族（植月家）の援助のもとで暮らす。
若くにして両親を失ったことが自身の芸術に大きく影響している。
高校時代から美術に興味を抱き、大学時代はシュールレアリズムに大きく影響を受ける。その後、写実主義・シュールレアリズム的表現・細密模写等にも多く影響を受けることとなる。
教員としての仕事に従事しながらも、画家として数々の展覧会を開く。
退職後も描画活動に専念し、自身の展覧会に加え、教え子達と共同で展覧会を開いた。
死後も、教諭時代に勤めていた岡山県立総社南高等学校の美術工芸系に発展に尽力したことを記念し、同校の美術工芸系卒業生らによって開かれた作品展「KITEN」にて自身の心象風景画が展示された。

### 尾道在住時代
教職員時代、スケッチのために立ち寄った広島県尾道市で魅せられる。その後、「絵のまち尾道　四季展」において奨励賞を受賞した。
退職後は広島県尾道市で2年間在住し、尾道の街並みや風景を描くことに専念。その後の自身の描画活動に大きな影響を与えた。尾道在住時代の作品をメインとした展覧会も開催。

## 独自のスタイル

### 日常的に見ない物の描画
枯れた花やピエロなど、日常的に見かけない物や事柄を描画するというスタイルを有する。

### オーバル石を用いた作品
シュールレアリズムや写実主義、細密模写などを経て、独自で模索し発見したアートスタイル。自然に形成された天然丸石に石膏で下地を施し、その上から着色をしたストーンアート。果実や植物、猫、人物などを描いた。